# Pet Sounds Live
Pet Sounds Live es el segundo álbum en directo del músico estadounidense Brian Wilson, publicado por la compañía discográfica Sanctuary Records en junio de 2002. El álbum fue publicado dos años después de su primer disco en directo, Live at the Roxy Theatre y captura una versión en directo de la obra de The Beach Boys Pet Sounds con una atmósfera contemporánea.
Desde 2000, Wilson y su banda de apoyo había interpretado Pet Sounds en directo a nivel mundial. Cuando el álbum fue interpretado en Londres durante tres noches consecutivas en enero de 2002, el material había sido practicado y tocado en directo en multitud de ocasiones. Brian interpretó la voz principal en todas las canciones, incluyendo en temas originalmente cantados por Mike Love, como «That's Not Me» y «Here Today», o Carl Wilson, como «God Only Knows».
Una edición publicada en Japón por Toshiba EMI incluyó dos canciones extra, las dos primeras del álbum de The Beach Boys Friends: «Meant for You» y «Friends».

## Lista de canciones
Todas las canciones escritas y compuestas por Brian Wilson y Tony Asher excepto donde se anota. 
| N.º | Título                                      | Escritor(es)                          | Duración |  |
| 1.  | «Show Intro»                                |                                       | 0:30     |  |
| 2.  | «Wouldn't It Be Nice»                       | Brian Wilson, Tony Asher, Mike Love   | 2:54     |  |
| 3.  | «You Still Believe in Me»                   |                                       | 3:04     |  |
| 4.  | «That's Not Me»                             |                                       | 2:22     |  |
| 5.  | «Don't Talk (Put Your Head on My Shoulder)» |                                       | 3:07     |  |
| 6.  | «I'm Waiting for the Day»                   | Brian Wilson, Mike Love               | 3:30     |  |
| 7.  | «Let's Go Away for Awhile»                  | Brian Wilson                          | 2:51     |  |
| 8.  | «Sloop John B»                              | Tradicional arr. Brian Wilson         | 3:26     |  |
| 9.  | «God Only Knows»                            |                                       | 3:13     |  |
| 10. | «I Know There's an Answer»                  | Brian Wilson, Terry Sachen, Mike Love | 3:05     |  |
| 11. | «Here Today»                                |                                       | 3:15     |  |
| 12. | «I Just Wasn't Made for These Times»        |                                       | 3:30     |  |
| 13. | «Pet Sounds»                                | Brian Wilson                          | 4:06     |  |
| 14. | «Caroline, No»                              |                                       | 4:16     |  |